# راندبوگنستیل

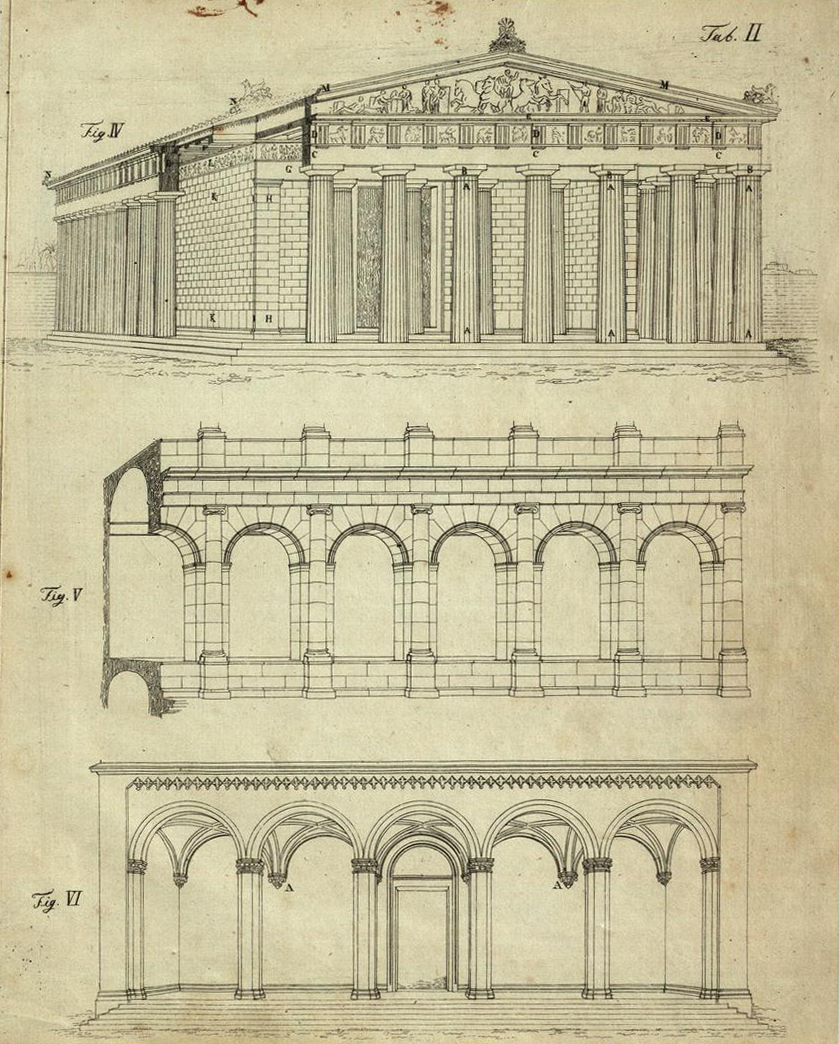
بشقاب از کدام سبک باید بسازیم؟ نوشته هاینریش هوبش (۱۸۲۸)

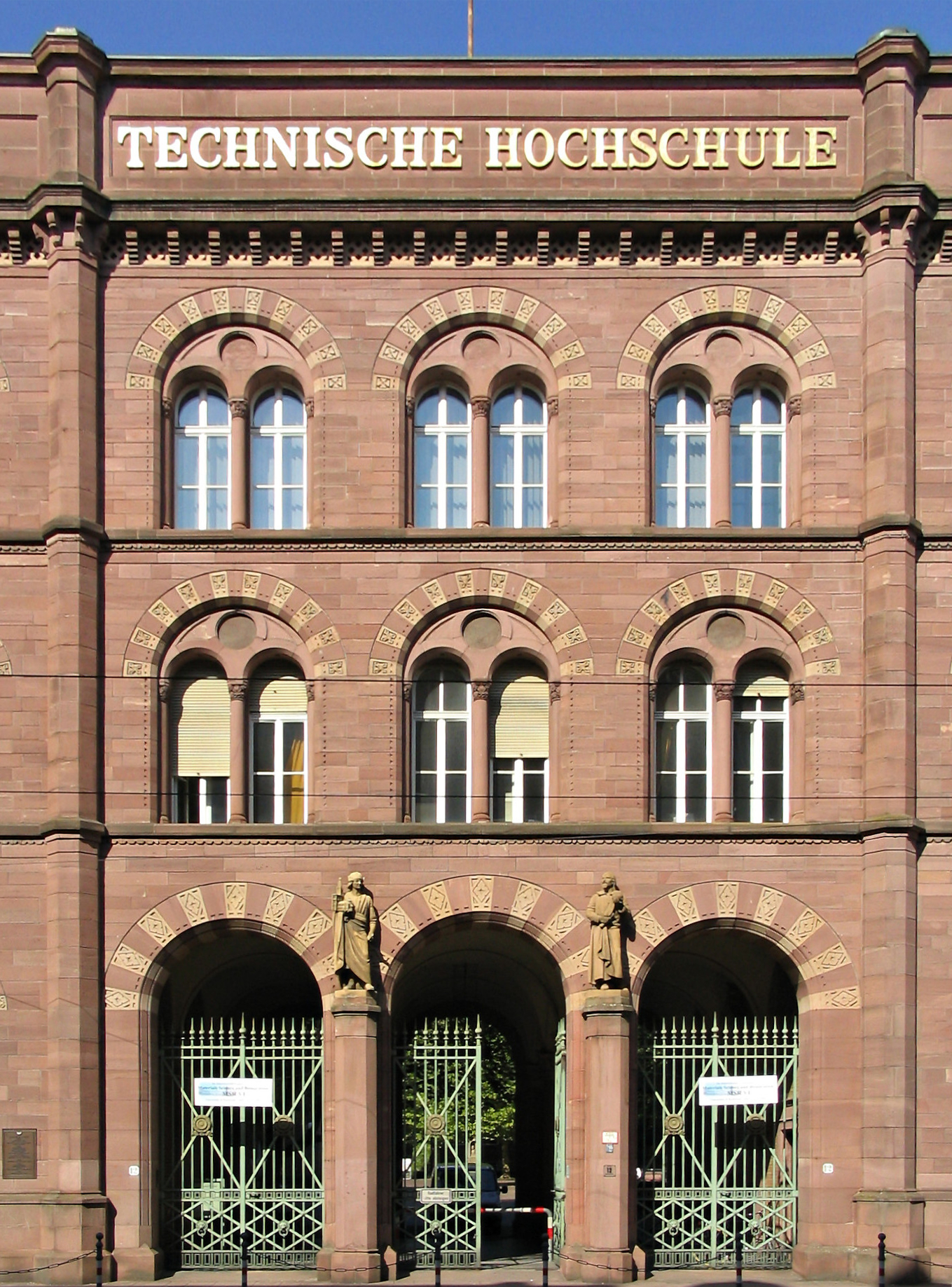
ورودی ساختمان اصلی پلی تکنیک کارلسروهه (هاینریش هوبش، ۱۸۳۳–۱۸۳۵)

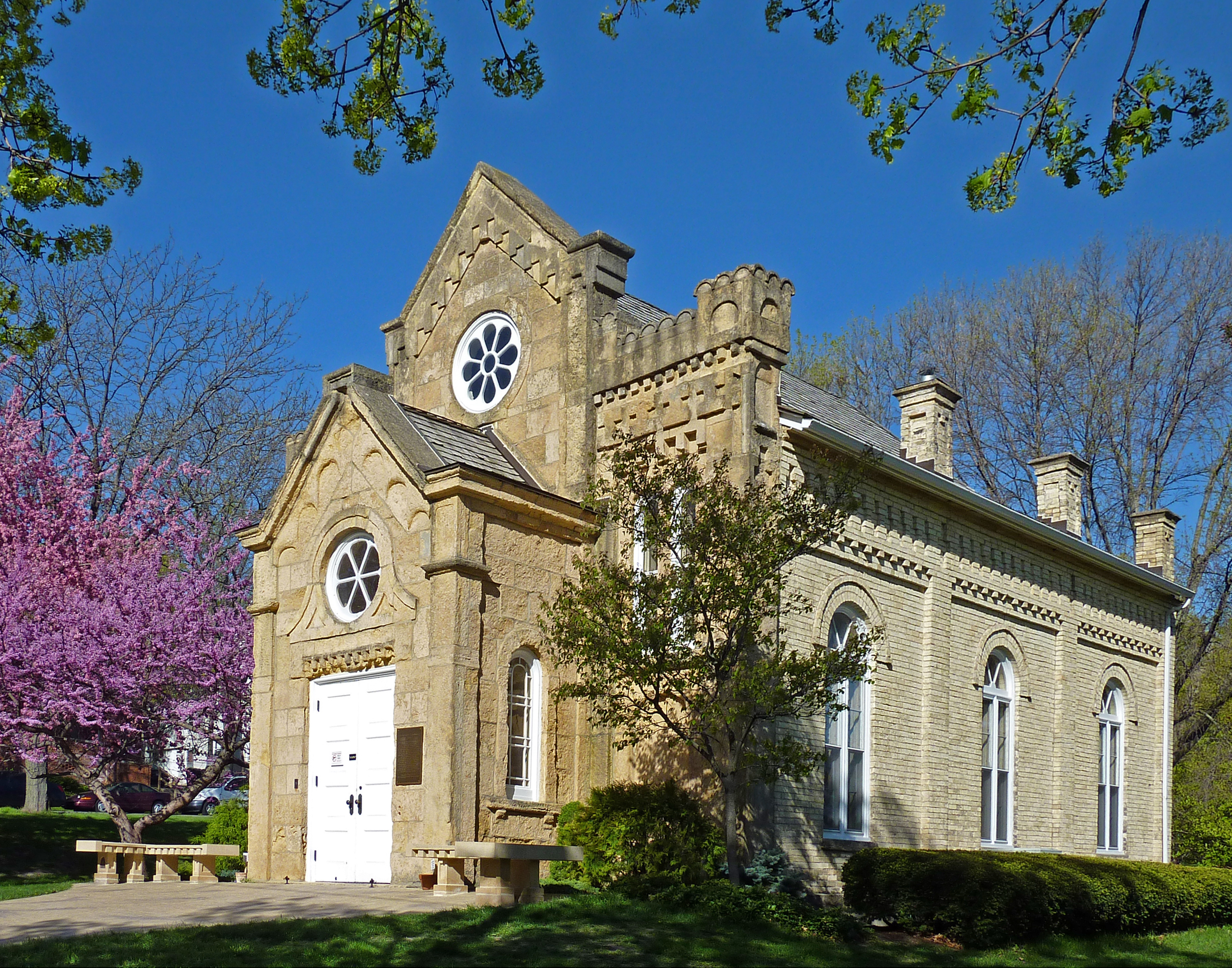
کنیسه دروازه‌های بهشت در مدیسون، ویسکانسین (اگوست کوتزباک، ۱۸۶۳)

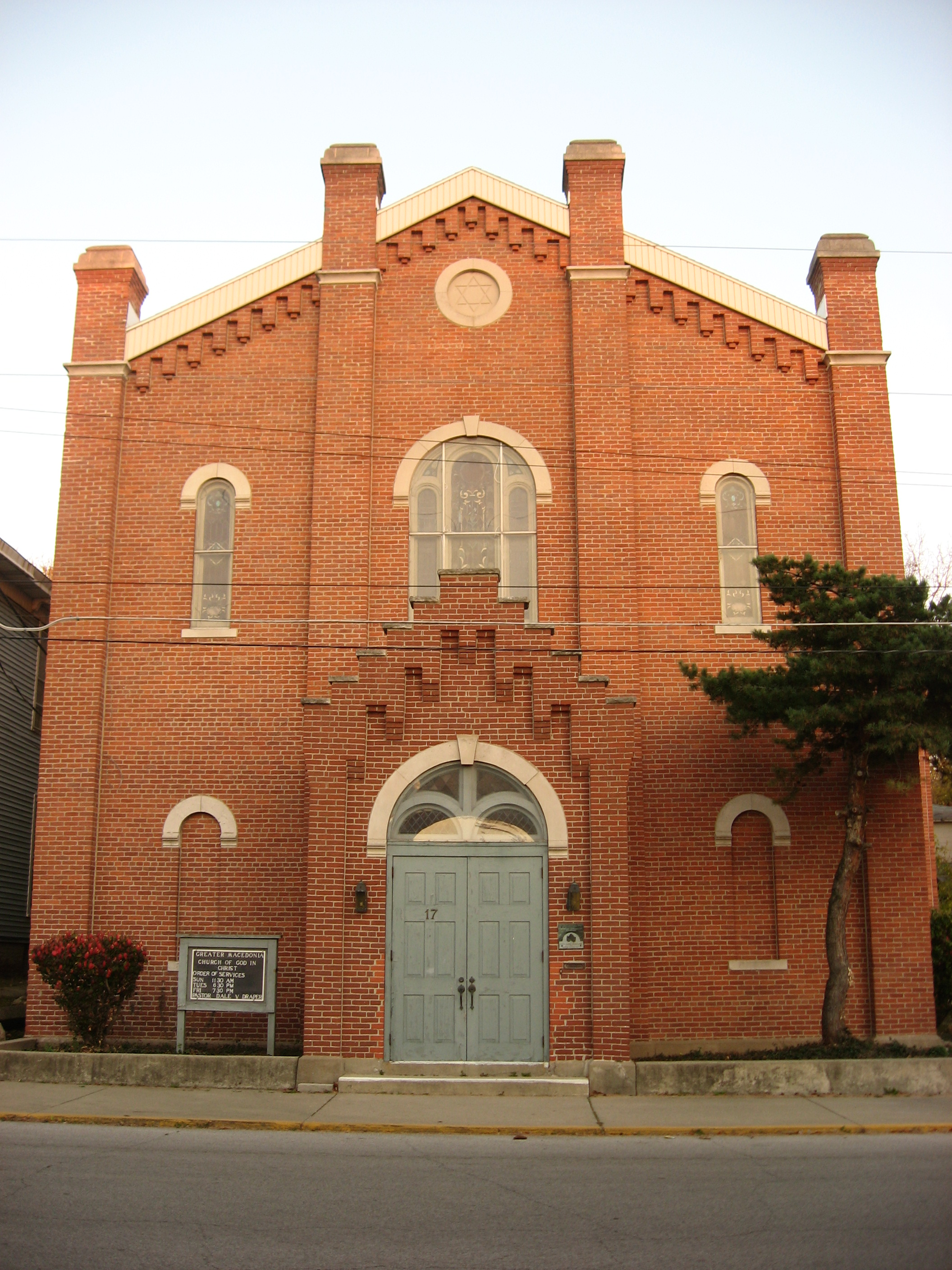
معبد اسرائیل در لافایت، ایندیانا، ۱۸۶۷

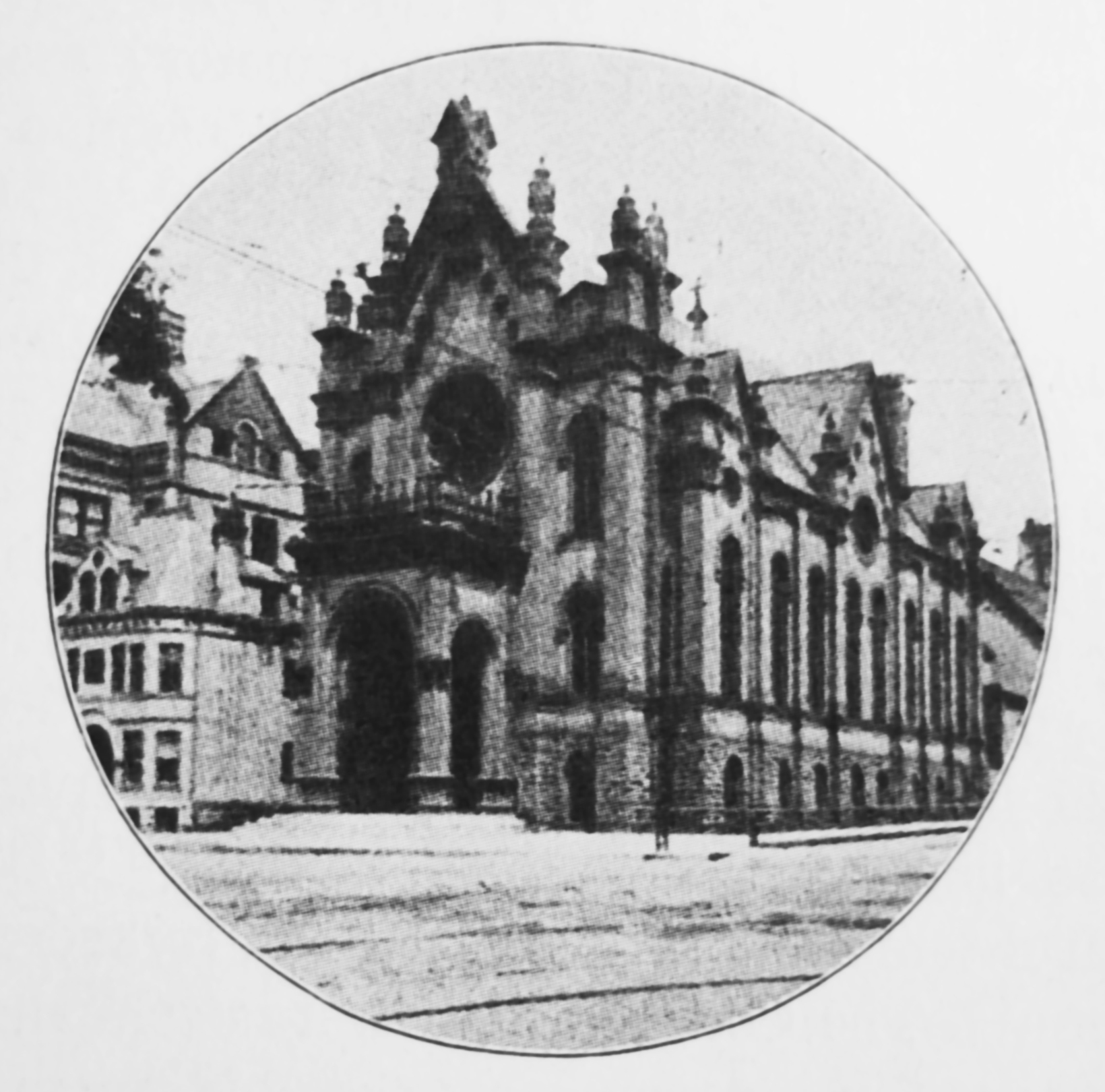
معبد Emanu-El در میلواکی، ویسکانسین (۱۸۷۲)

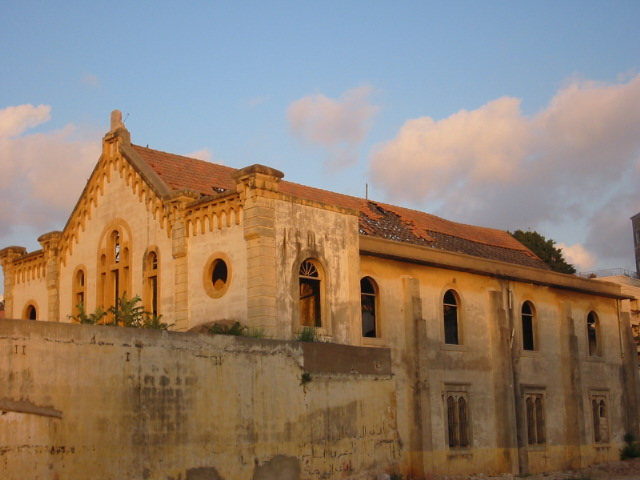
کنیسه ماگن آبراهام در بیروت، لبنان (۱۹۲۵)

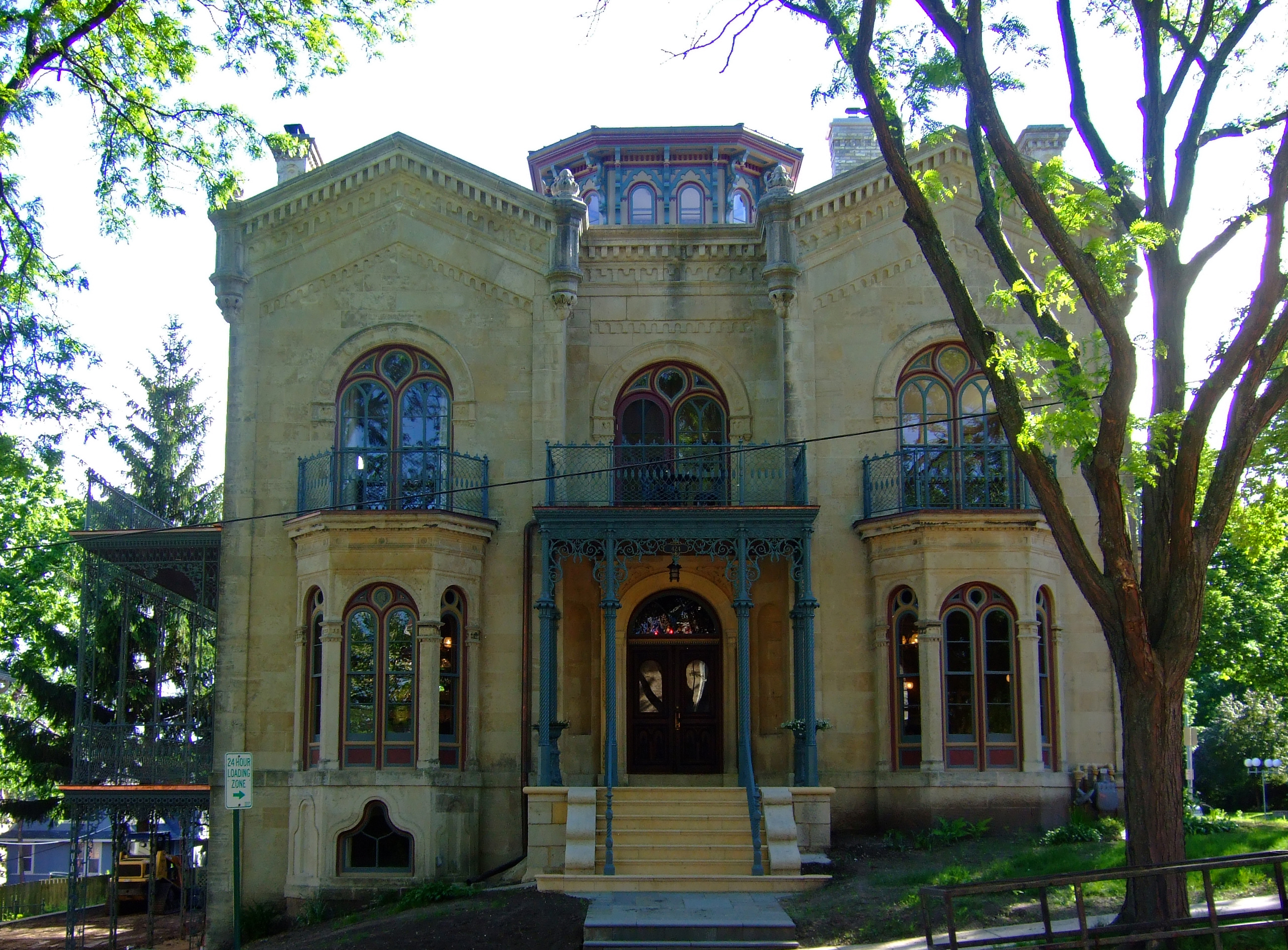
خانه کری پیرس در مدیسون، ویسکانسین (آگوست کوتزباک و ساموئل دانل، ۱۸۵۷)

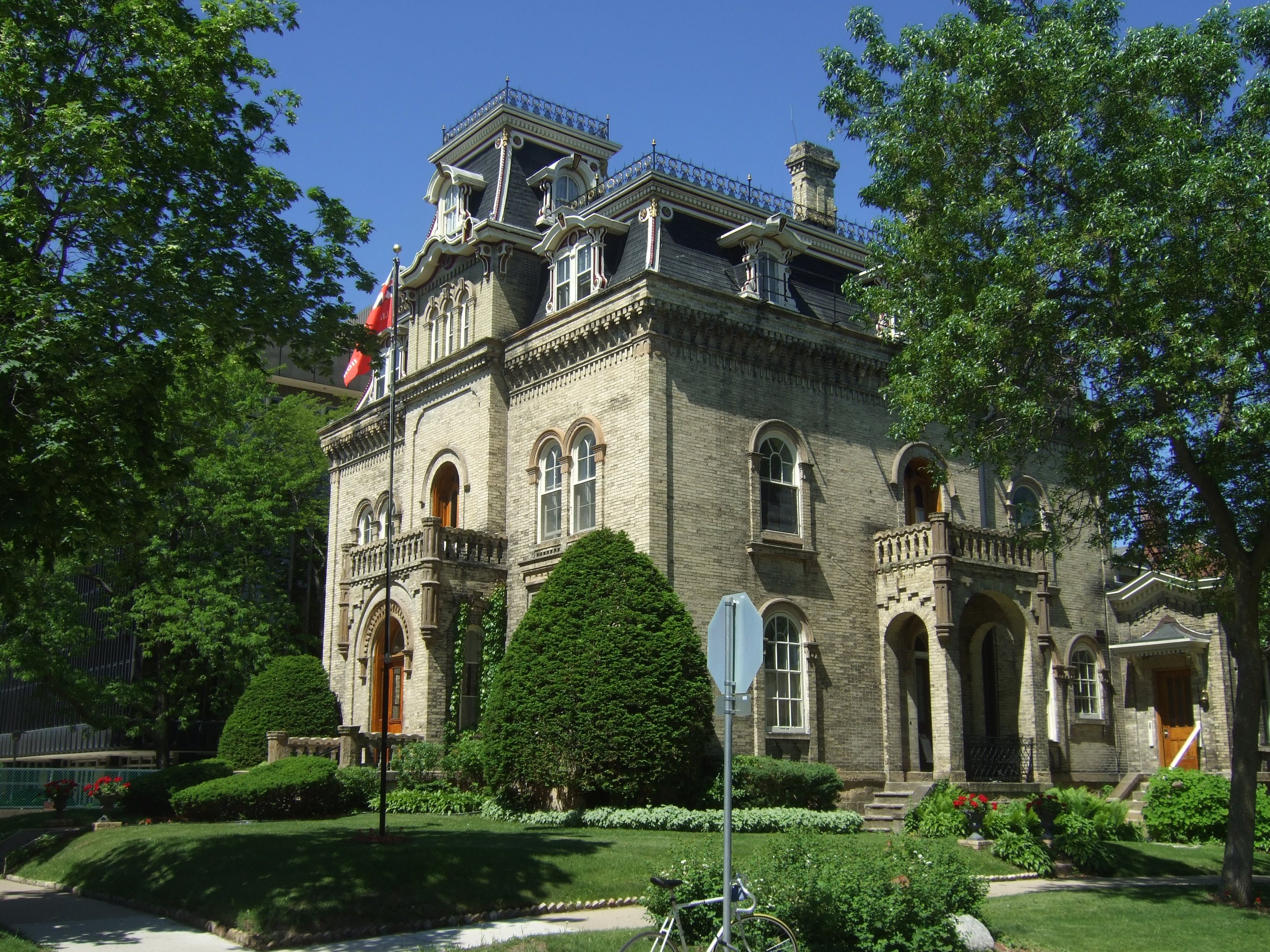
خانه ون اسلایک در مدیسون، ویسکانسین (۱۸۵۷ و ۱۸۷۰)

راندبوگنستیل (سبک طاق گرد) یک سبک معماری احیای تاریخی قرن نوزدهمی است که در سرزمین‌های آلمانی زبان و دیاسپورای آلمانی رایج است. عناصر معماری بیزانسی، رومی و رنسانس را با نقش‌هایی به سبک خاص ترکیب می‌کند. این سبک یک شاخه آلمانی از معماری احیای رمانسک را تشکیل می‌دهد که در برخی کشورهای دیگر نیز استفاده شده است.

## تاریخچه و شرح
این سبک توسط معماران آلمانی به صورت حساب شده بر پایه سبک ملی معماری آلمان ایجاد شد، به ویژه هاینریش هوبش توسط (1795-1863). در حقیقت این سبک در آلمان به عنوان پاسخ و واکنشی علیه سبک نئوگوتیک که در اواخر قرن ۱۸ و اوایل قرن ۱۹ مطرح شده بود، ظهور کرد. با اتخاذ نمای صاف معماری کلیساهای قدیمی آنتیک و قرون وسطی، هدف آن گسترش و توسعه سادگی و عظمت آرام نئوکلاسیک بود، در حالی که در جهتی مناسب‌تر برای ظهور صنعت‌گرایی و ظهور ناسیونالیسم آلمانی حرکت می‌کرد. از ویژگی‌های بارز این سبک، علاوه بر قوس‌های گردی که نام خود را از آن گرفته‌اند، می‌توان به «ابرو» روی پنجره‌ها و برآمدگی معکوس زیر لبه‌ها اشاره کرد.

## کنیسه‌های آلمانی به سبک طاق گرد

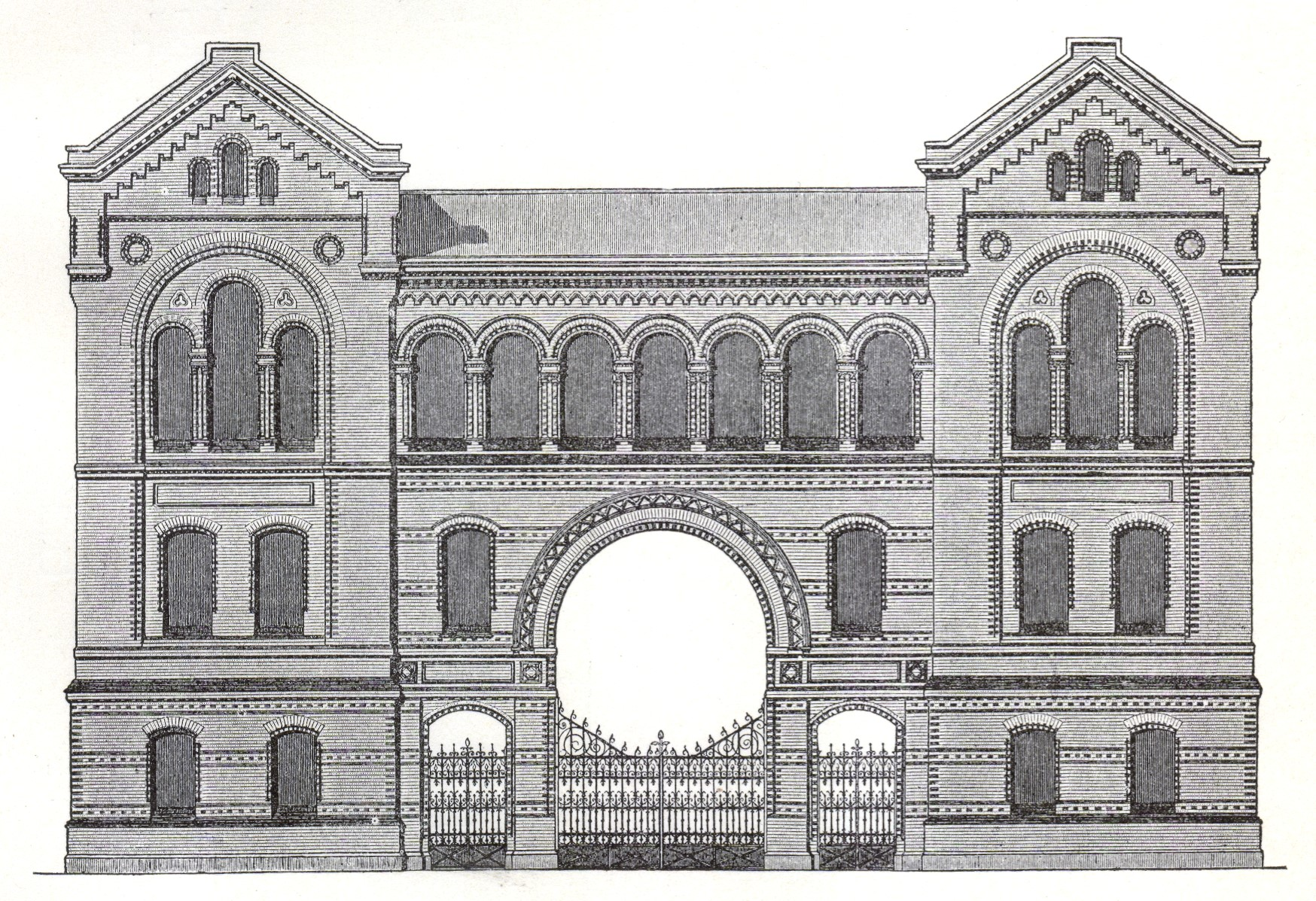
برلین، لیندن استراسه (۱۸۹۰–۹۱)
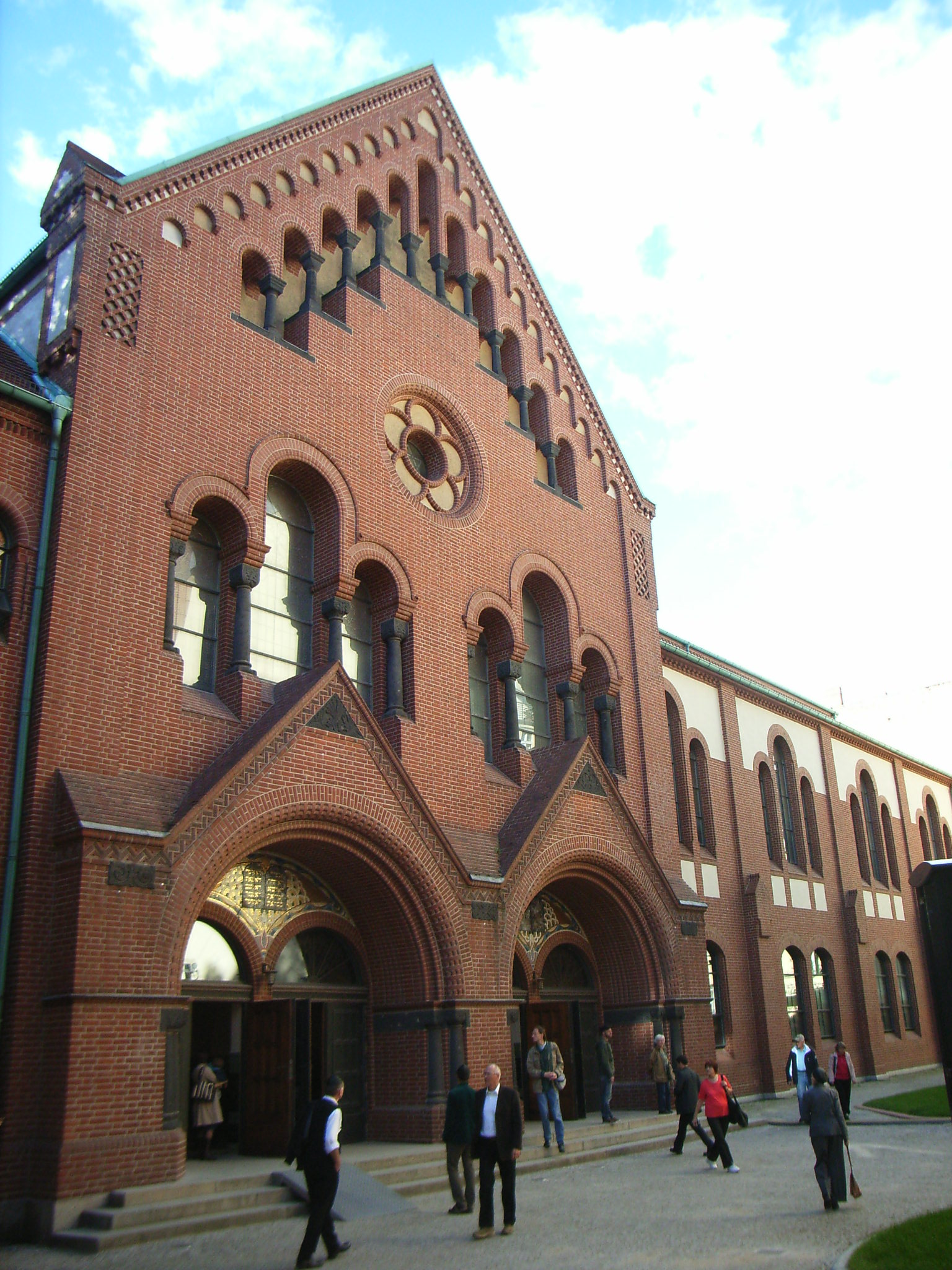
برلین رایکستراس (۱۹۰۴)
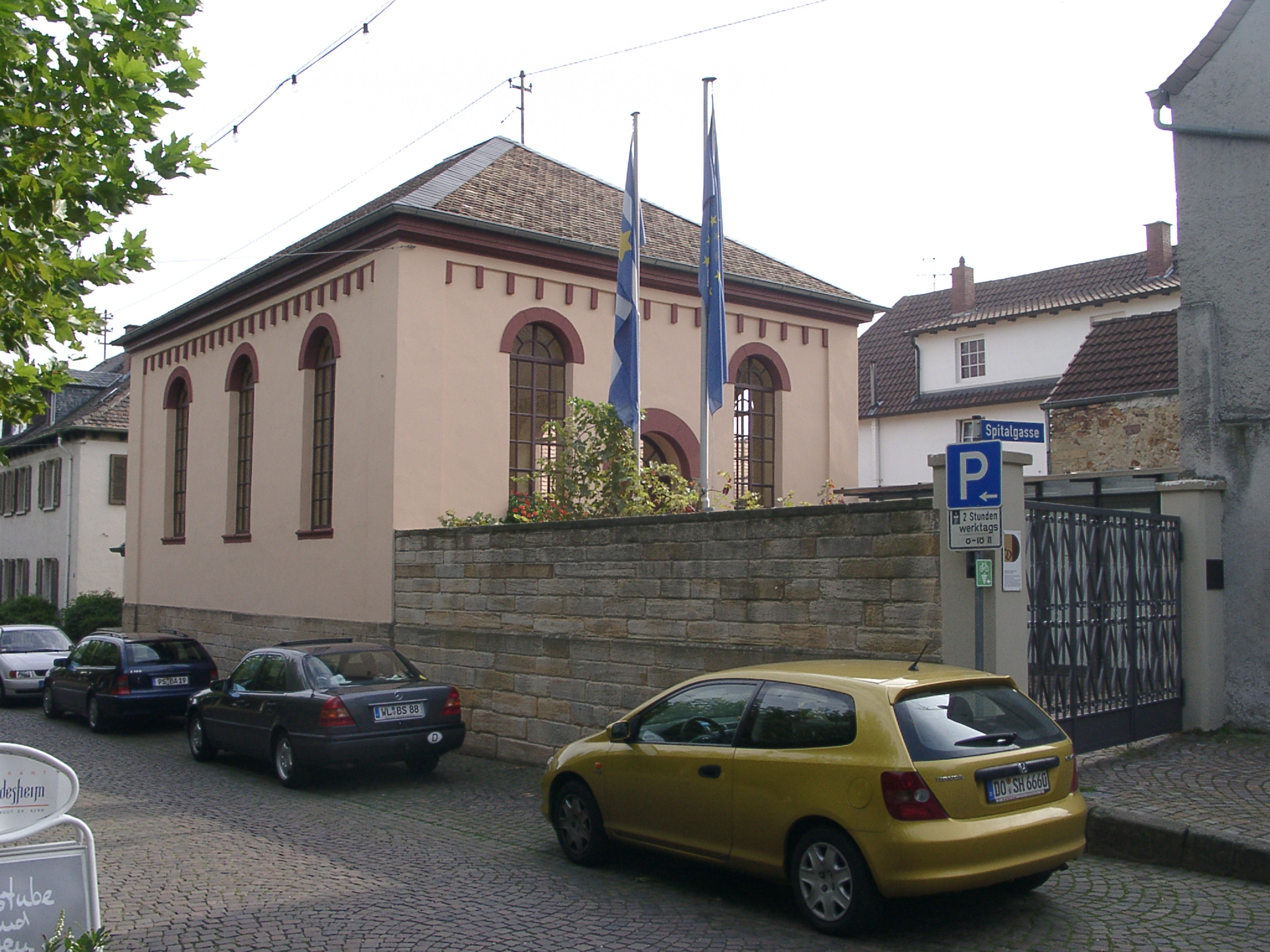
دیدسهایم (۱۸۵۴)
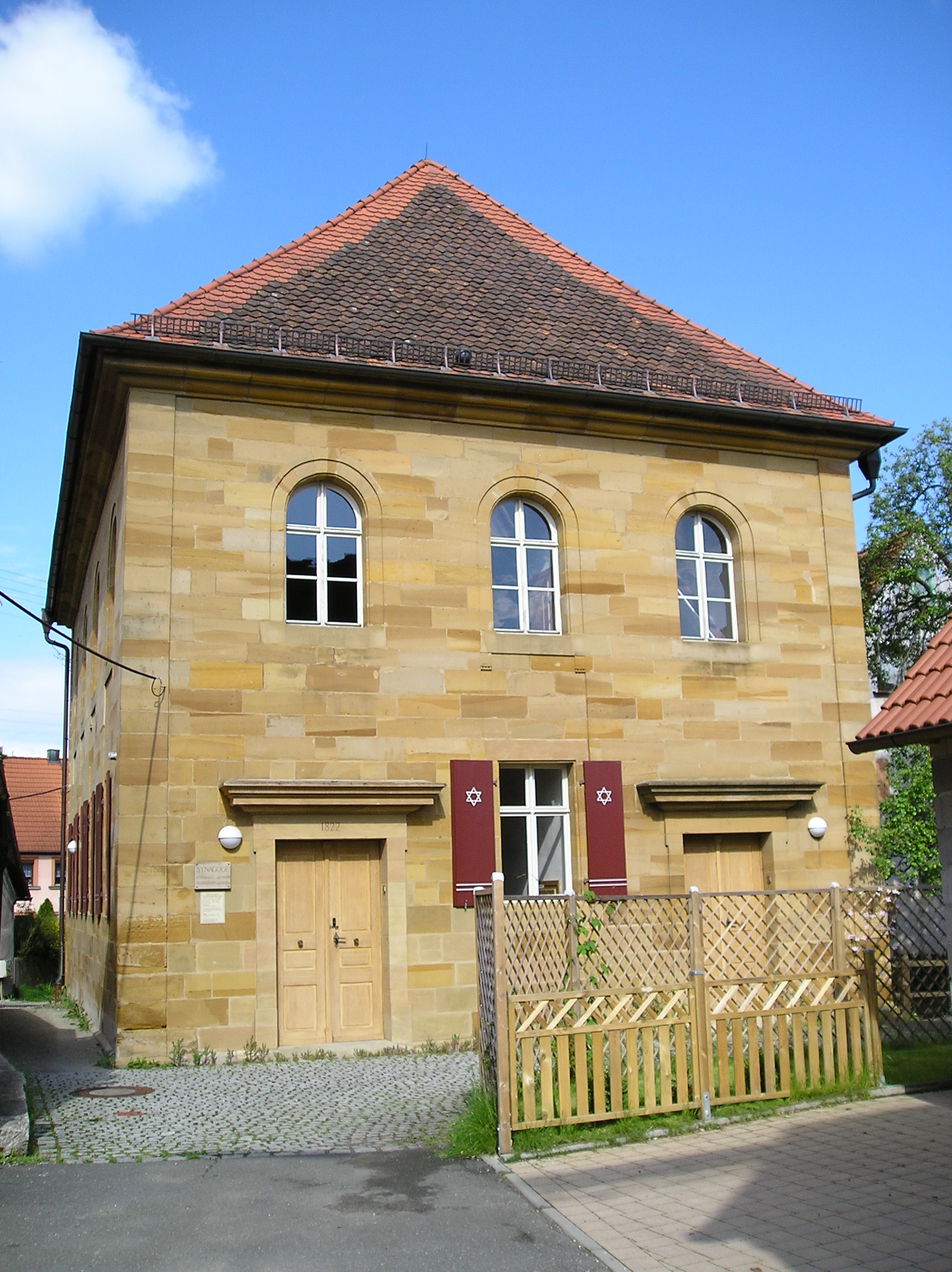
ارمروث
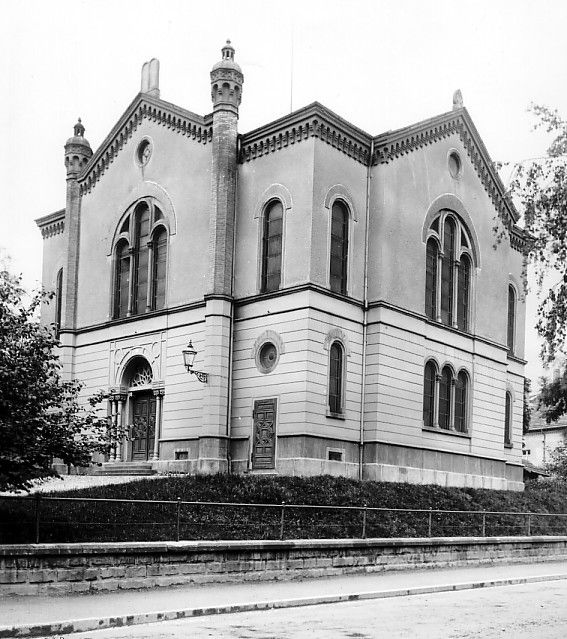
فرایبورگ (۱۸۷۰)
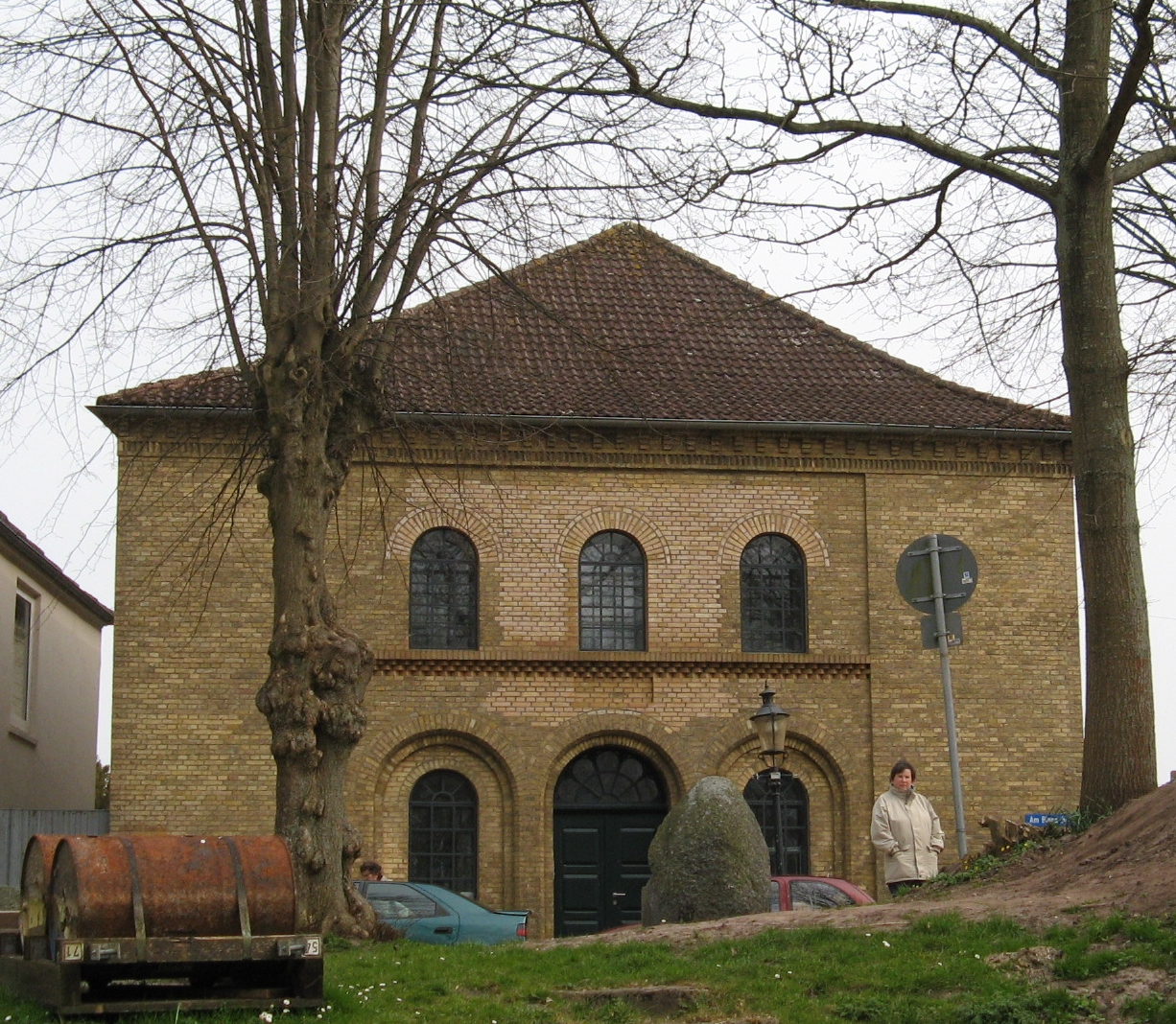
فردریششتات (۱۸۴۵)
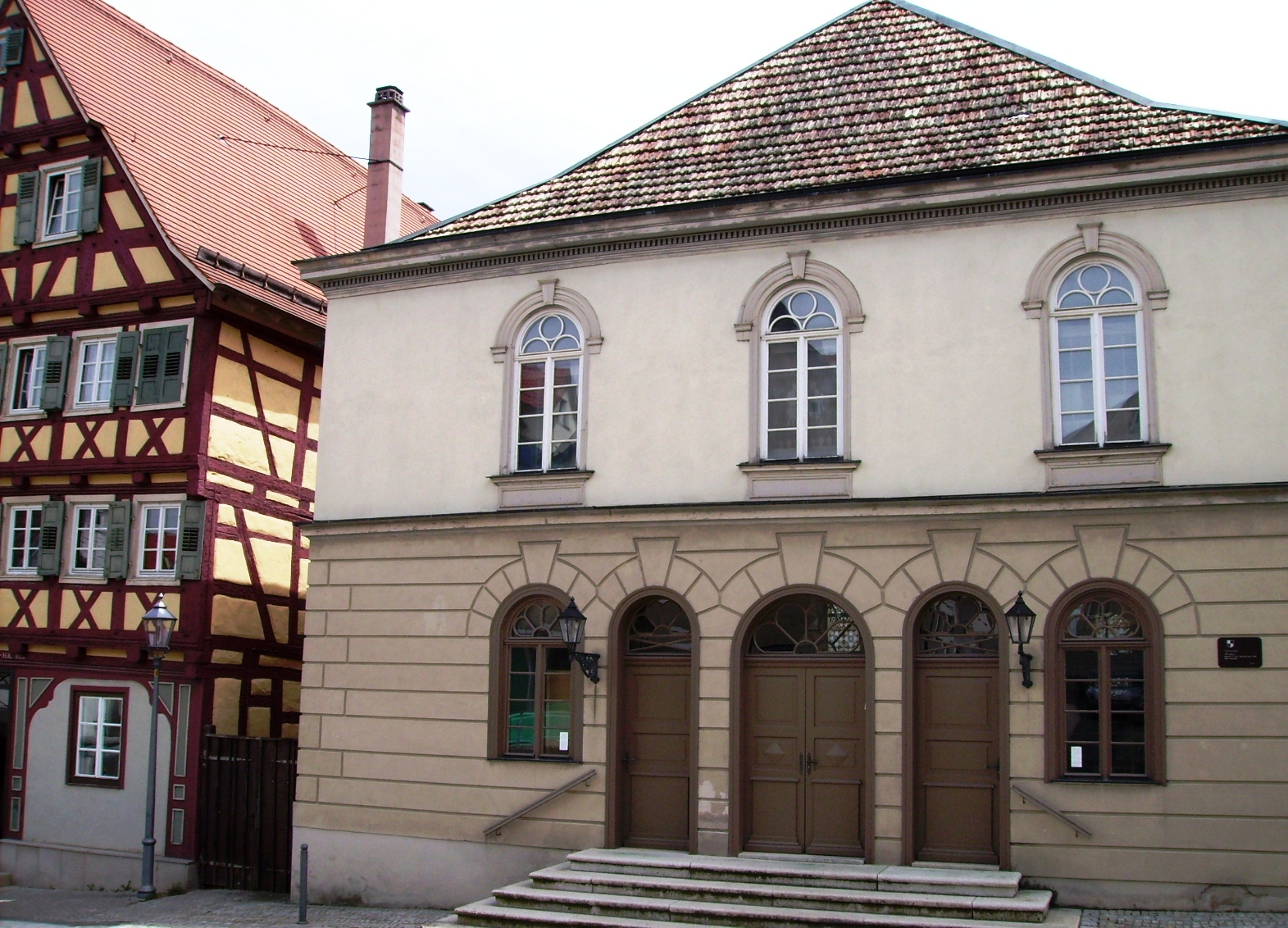
هچینگن (۱۸۵۰–۵۲؛ نما ۱۸۸۱)
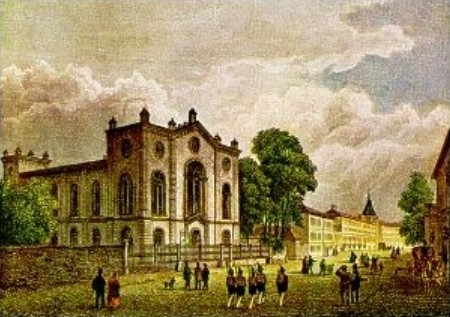
کاسل (۱۸۳۹)
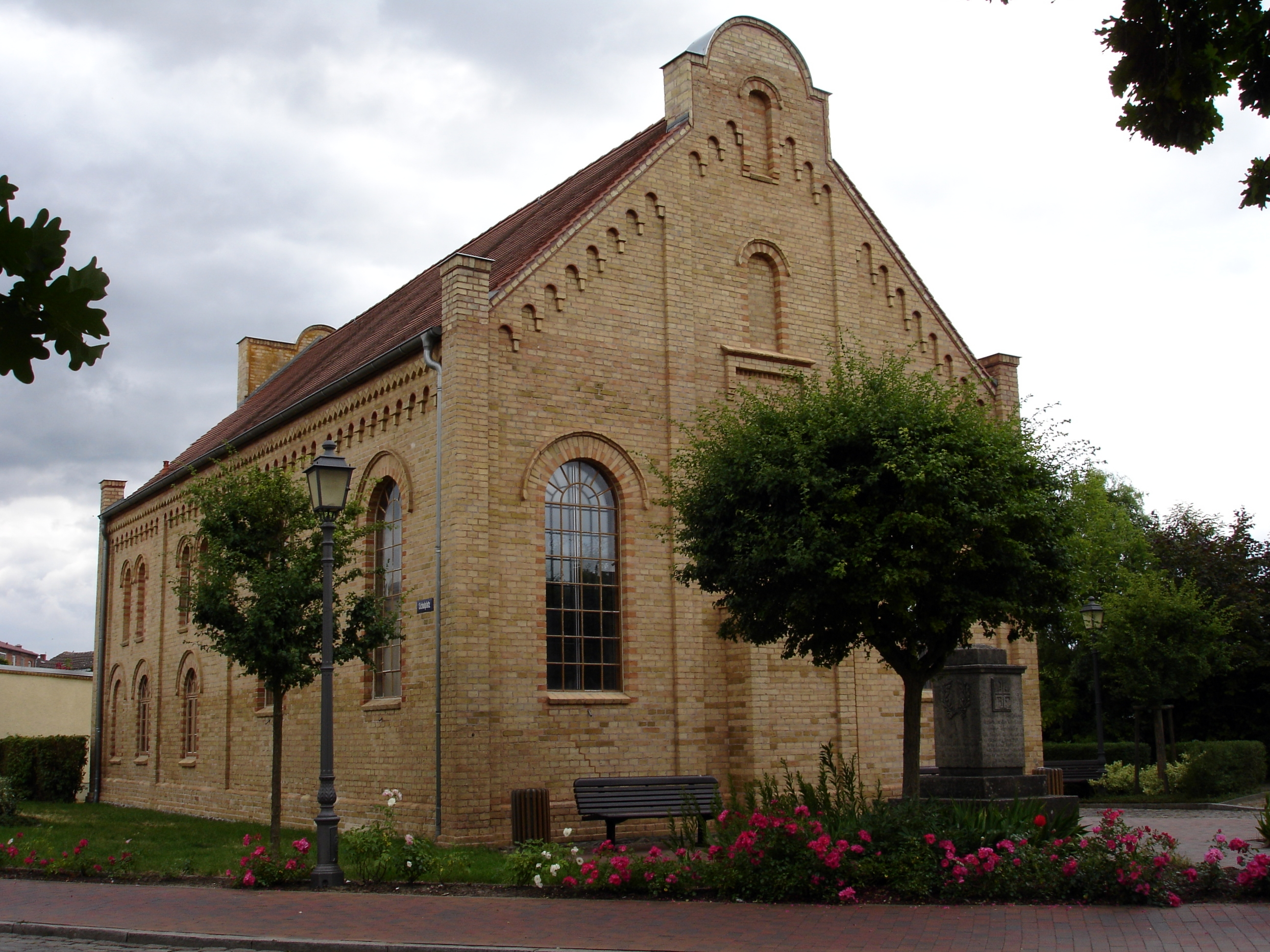
کراکو ام سی (۱۸۶۶)
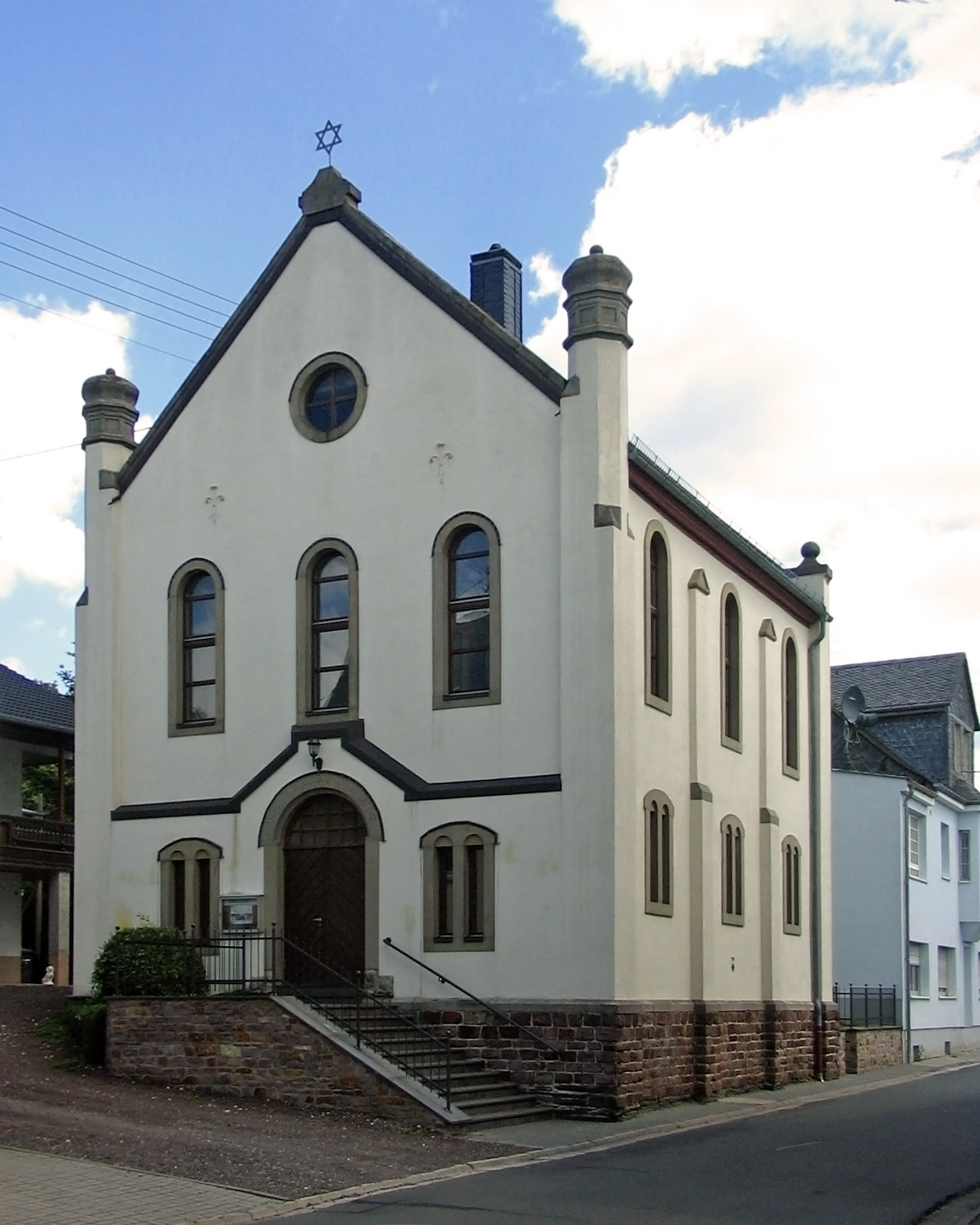
لاوفرسوایلر (۱۸۳۹)
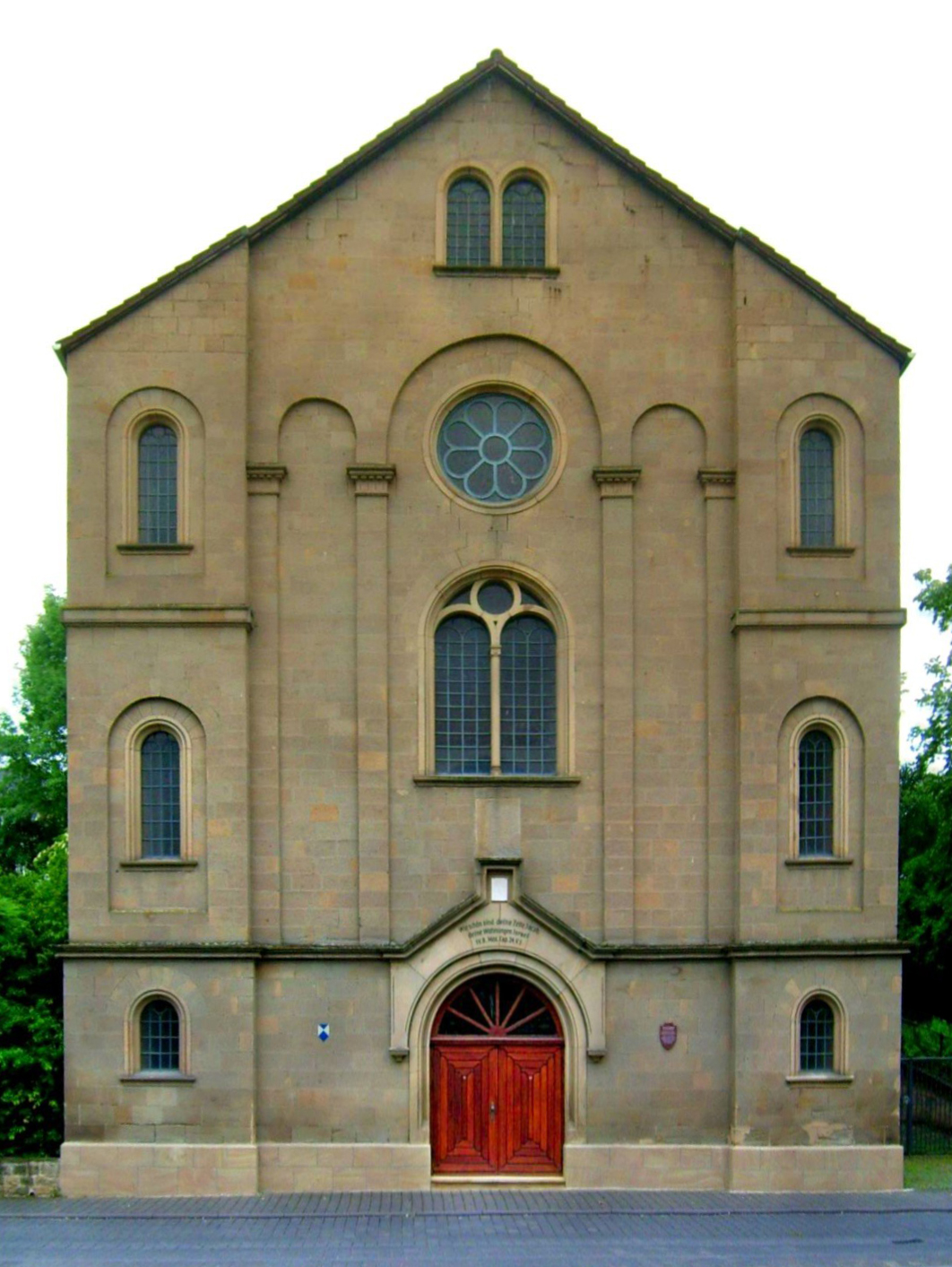
مایزنهایم (۱۸۶۶)
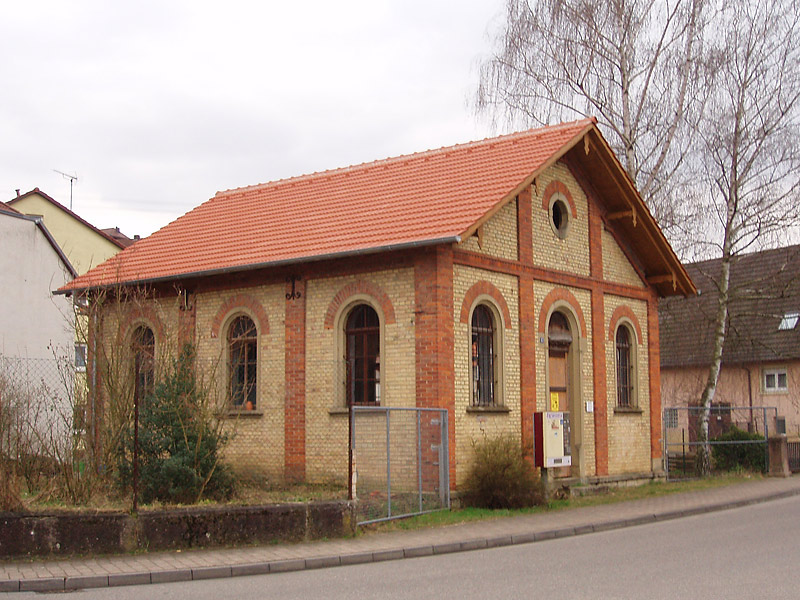
اشتاینفورت (۱۸۹۳)

## معماری تحت تأثیر سبک طاق گرد در شهر نیویورک

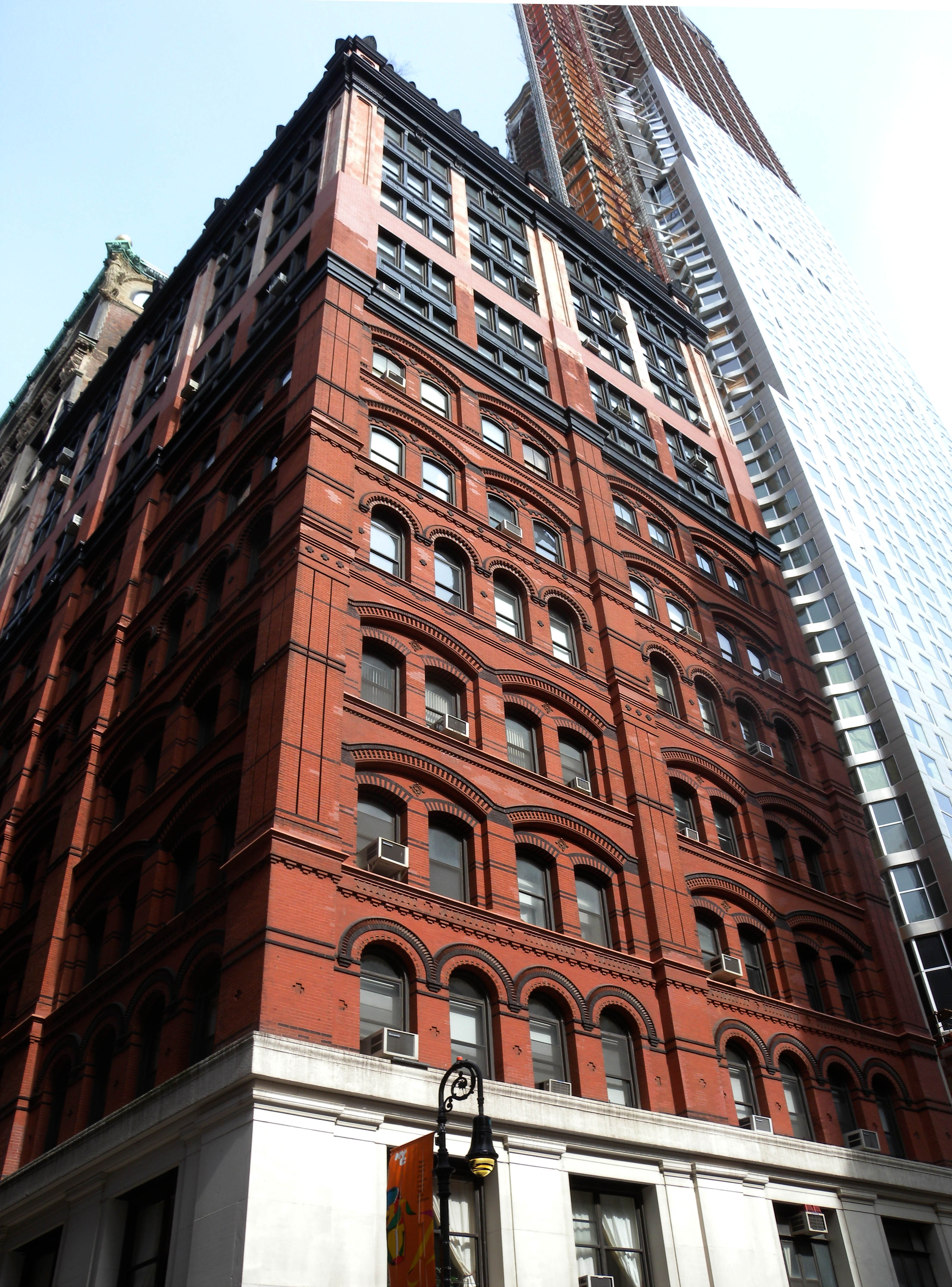
ساختمان مورسدر خیابان ناسائو،منهتن (۱۸۷۸-۸۰)
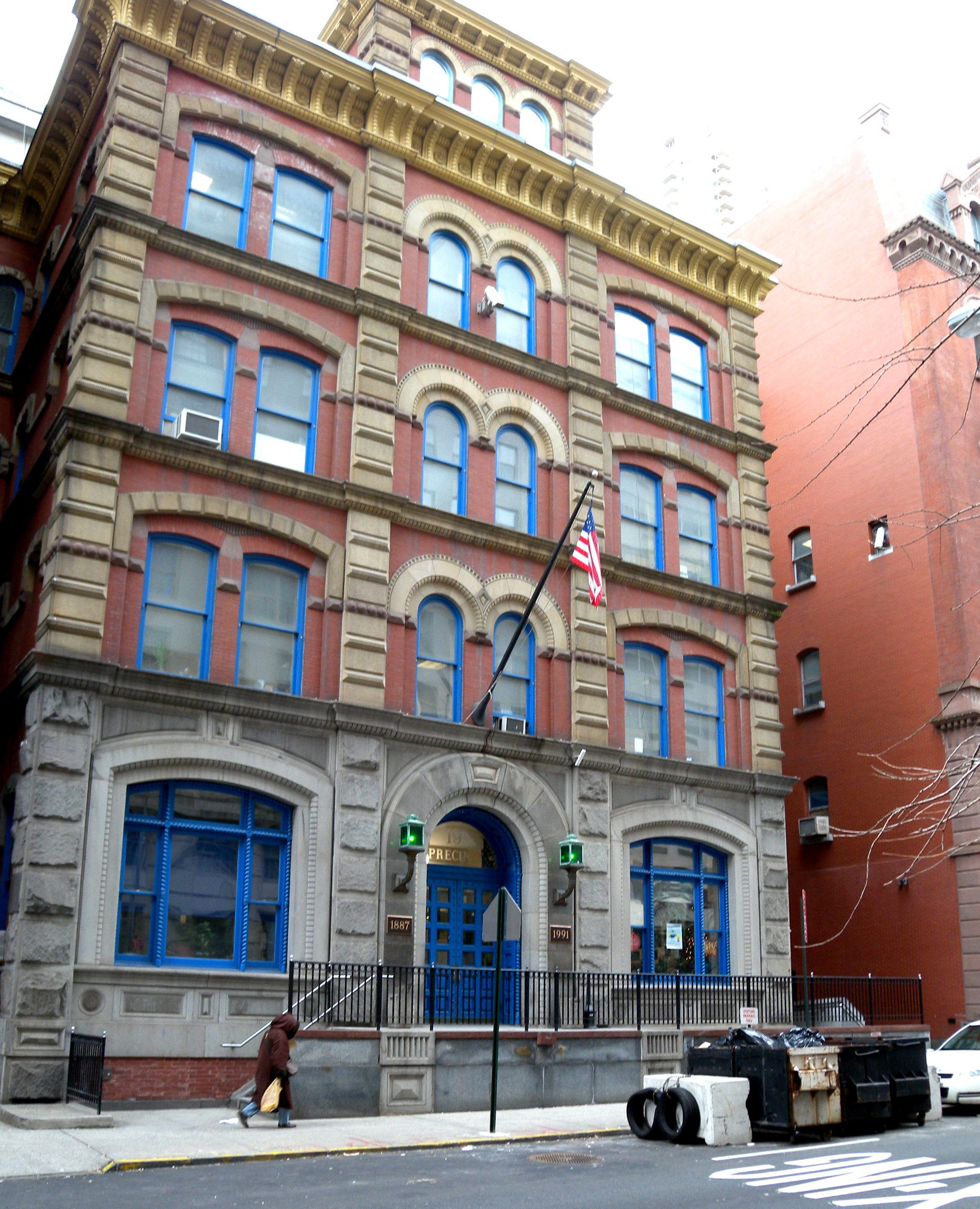
منطقه ۱۹، خیابان ۶۷ شرقی، ۱۵۳، منهتن
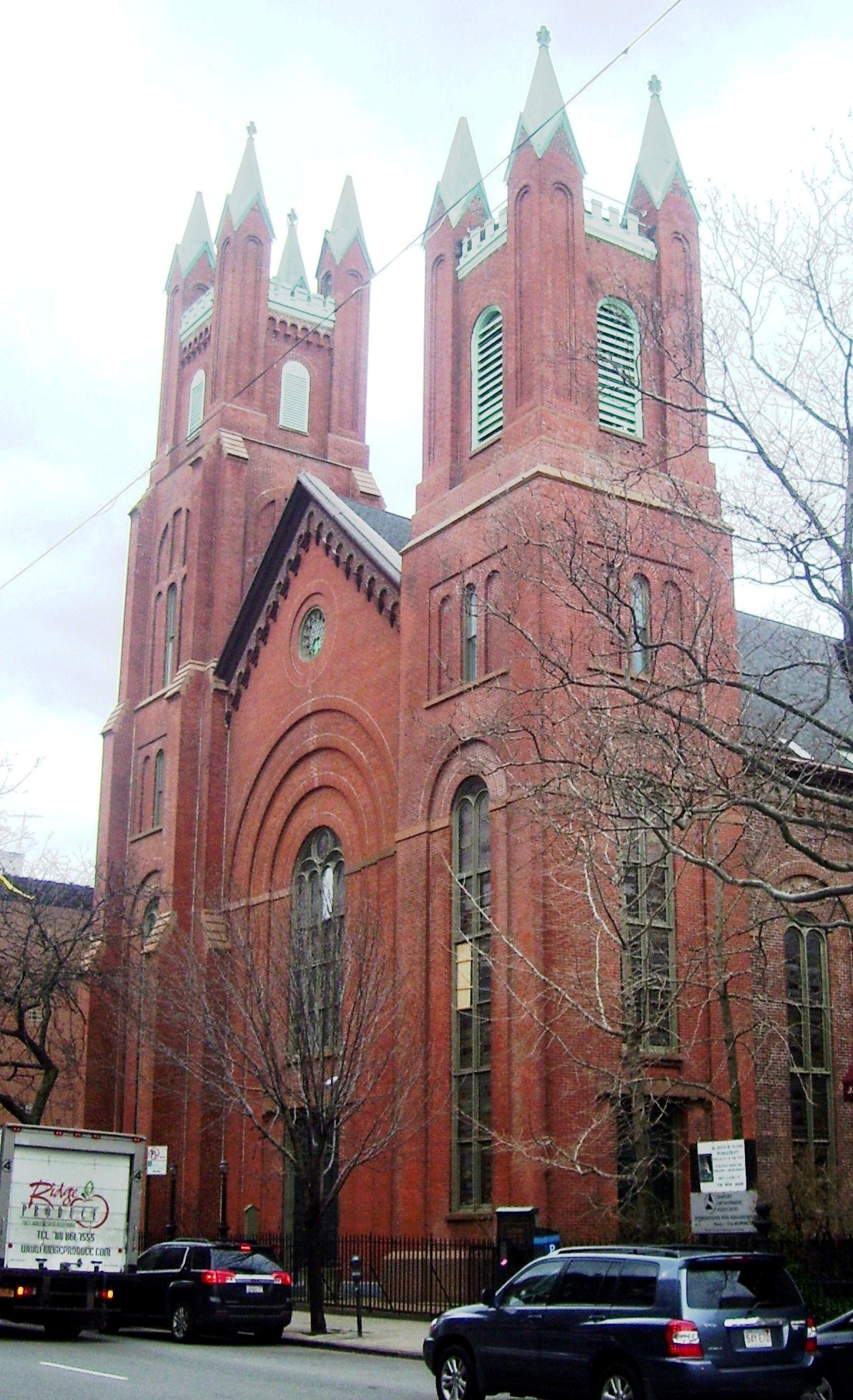
کلیسای جماعت جنوبی،باغ کارول،بروکلین (۱۸۵۷)
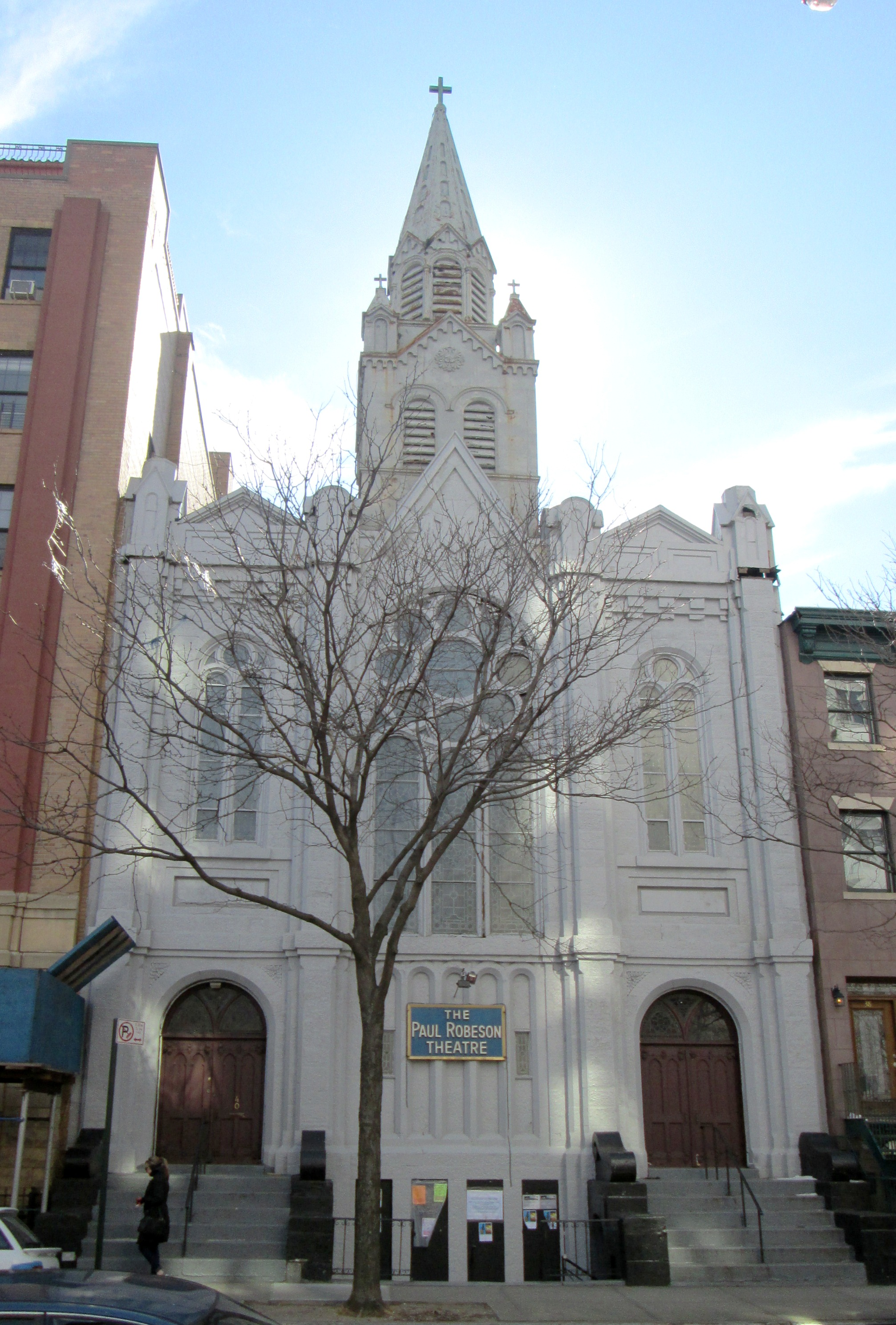
تئاتر پل رابسون، سابقاً چهارمینکلیسای جهانی،فورت گرین، بروکلین (۱۸۳۳-۱۸۳۴)
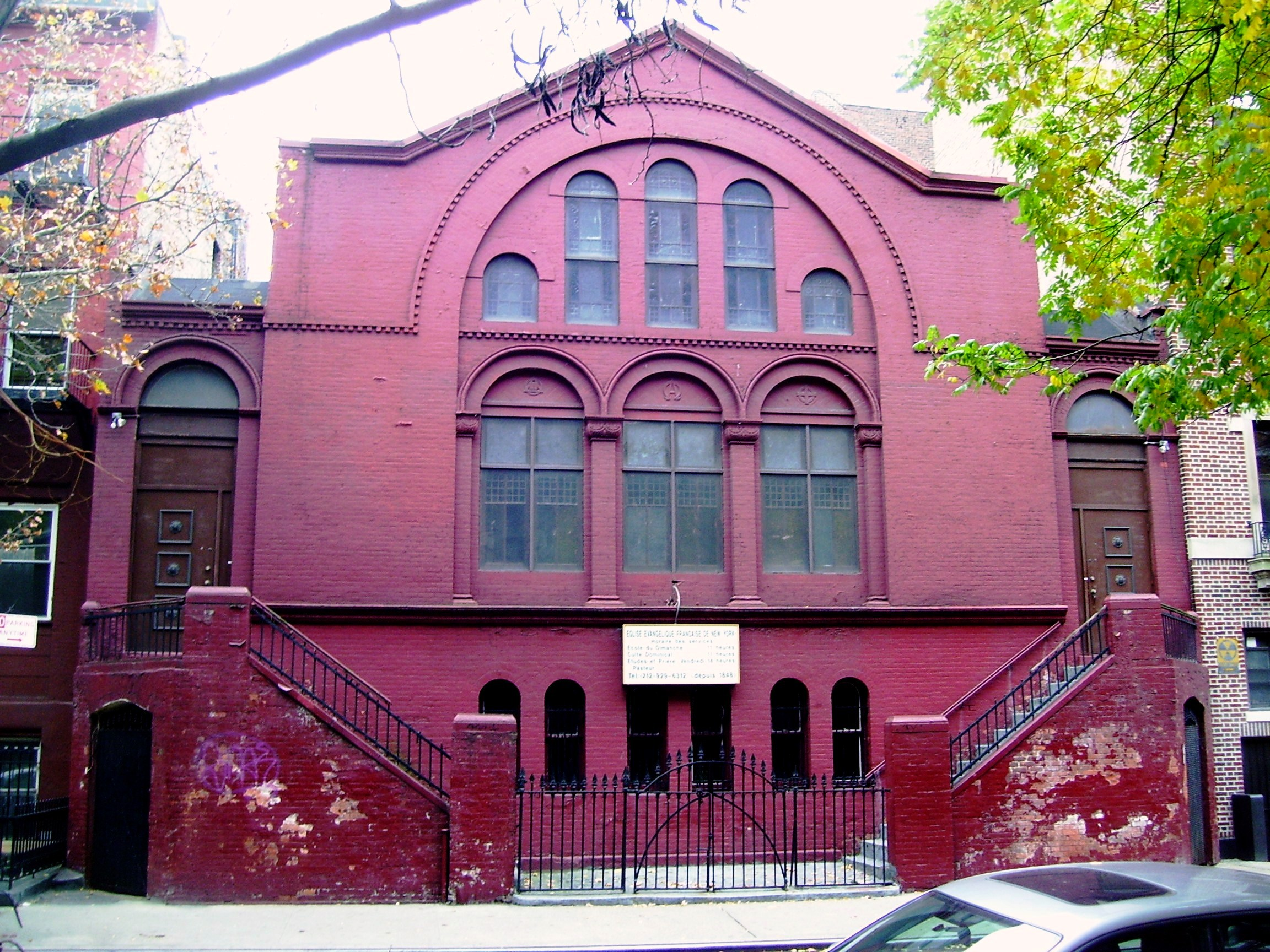
کلیسای انجیلی فرانسه، سابقاً کلیسای حواری کاتولیک، ۱۲۶ خیابان ۱۶ غربی، منهتن (حدود ۱۸۶۵)
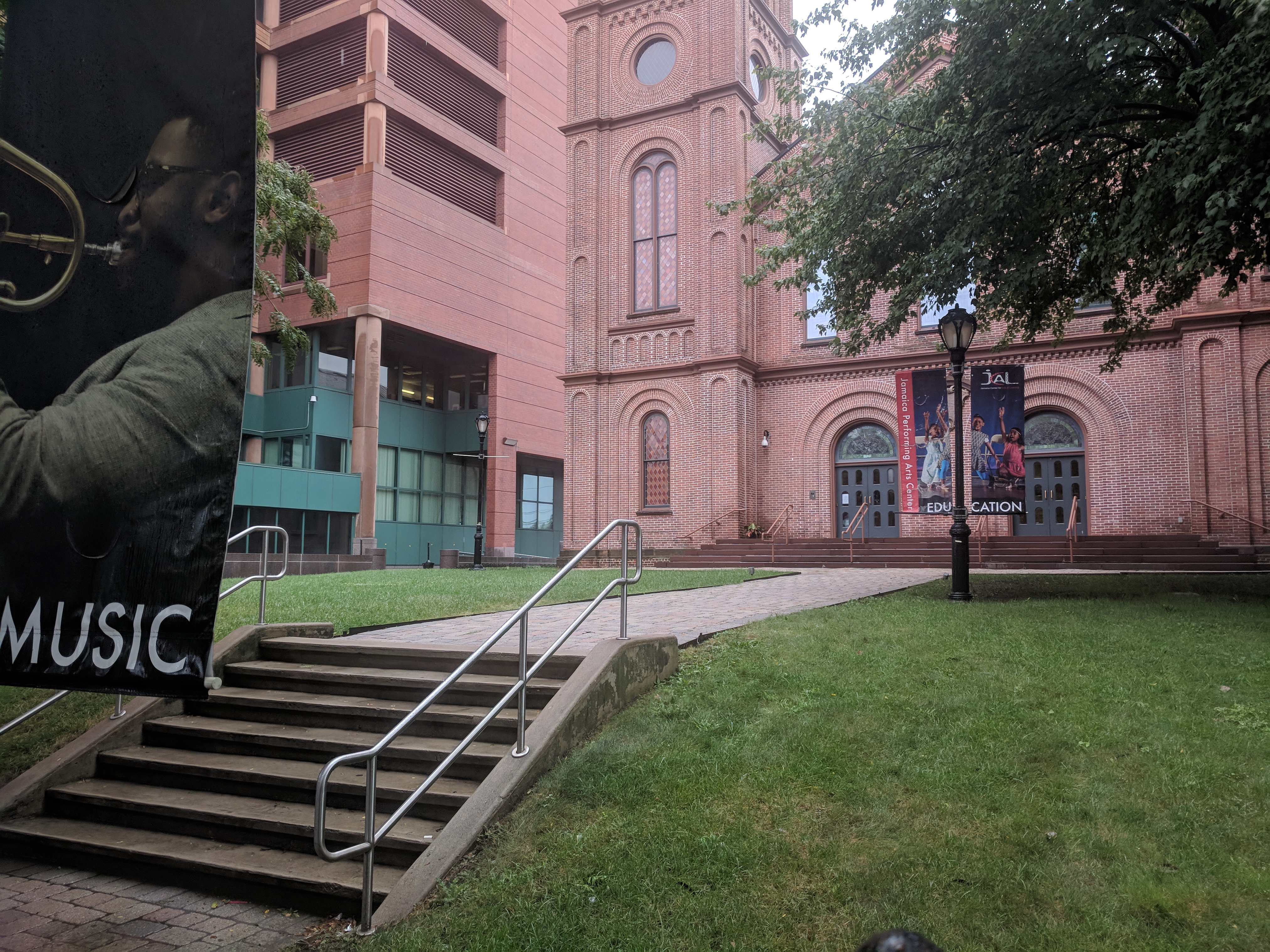
کلیسای اصلاح شده، ساخته شده در سال ۱۸۵۹،جامائیکا، کوئینز

## معماری تحت تأثیر سبک طاق گرد در مجارستان

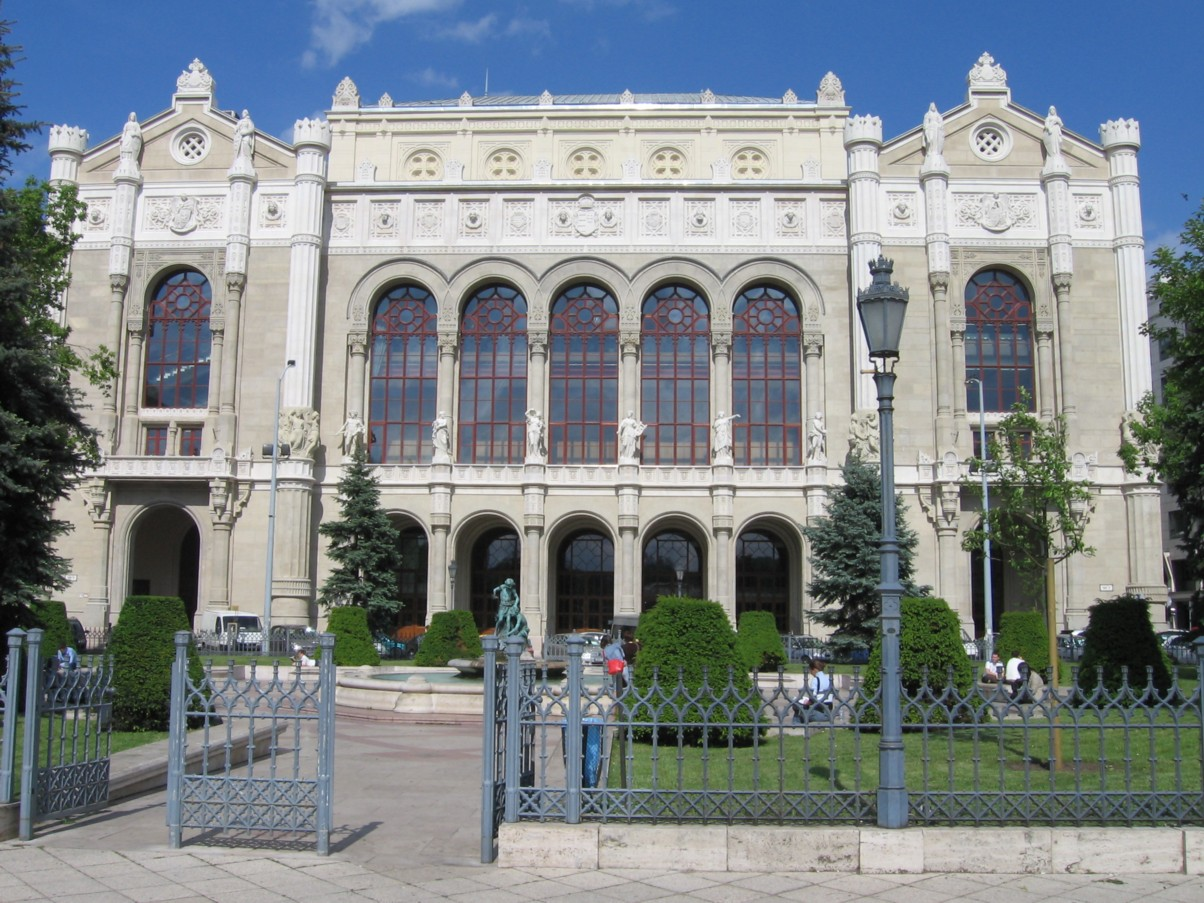
سالن کنسرت ویگادو،بوداپست
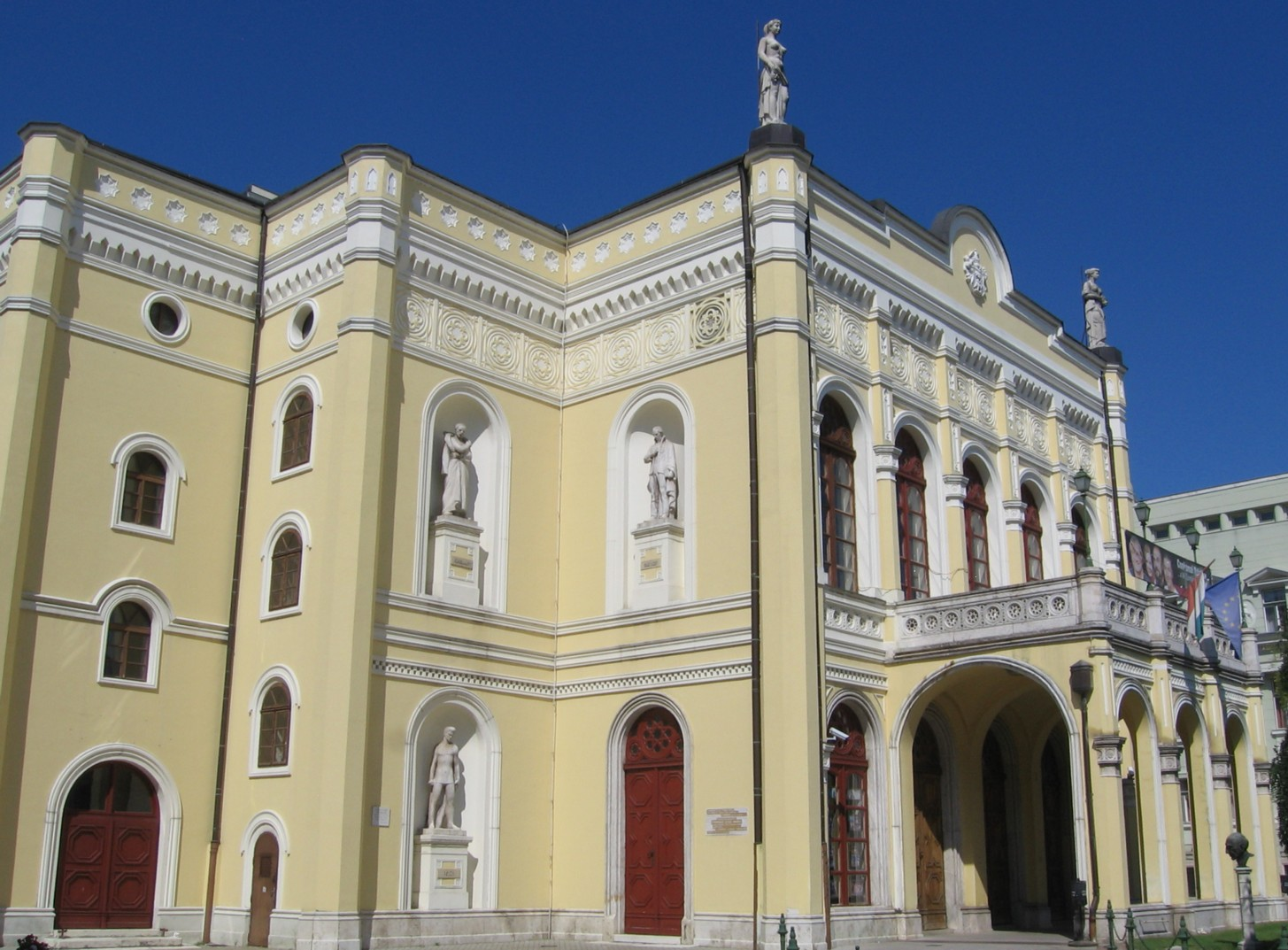
تئاتر چوکونای،دبرسن

## معماری تحت تأثیر طاق گرد در انگلستان

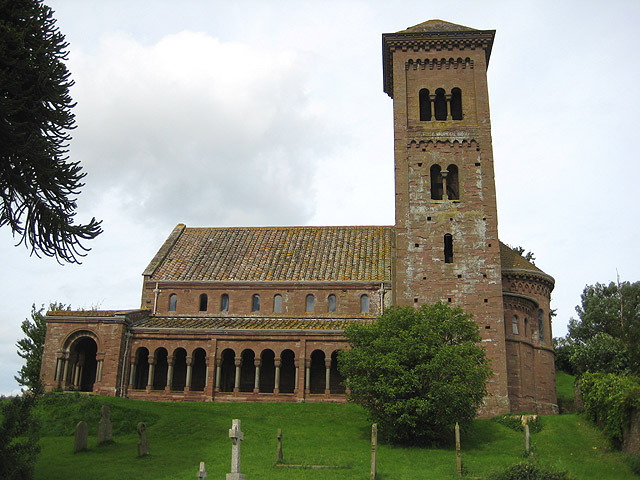
کلیسای سنت کاترین، هارویتی